# Tungua
Tungua – jedna z wysp archipelagu Haʻapai, należącego do Królestwa Tonga, na której znajduje się wioska o tej samej nazwie.